# Sturmgeschütz III
A Sturmgeschütz III (Sd. Kfz. 142, rövidítve StuG III) rohamlöveg a Harmadik Birodalom legsikeresebb és legnagyobb számban gyártott páncélozott harcjárműve volt a második világháború során.

## Előzmények
A StuG III eredetileg Erich von Manstein elképzelései alapján született meg. Az akkor még ezredes egy olyan harcjárművet képzelt el, amely elsősorban a gyalogság támogatását segíti, kiiktatja az ellenfél tüzérségi fegyvereit, a nehézgéppuskával és bunkerekkel megerősített védelmi pontokat. Az ötlet nagy népszerűségre tett szert a felső katonai vezetés körében, mivel így a gyalogság tűzerejét és önállóságát nagymértékben lehetett fokozni. A feladattal végül 1936. június 15-én a Daimler-Benz AG-t bízták meg, hogy fejlesszen ki egy 7,5 cm-es löveggel felszerelt gyalogsági támogató harcjárművet. A követelményeknek megfelelően a mérnökök törekedtek arra, hogy az új páncéloshoz már sorozatgyártás alatt levő harcjárművek alkatrészeit használják fel, ezért a Pz. III alvázát választották a rohamlöveg alapjául, melyet a Krupp művek által módosított 7,5 cm-es Sturmkanone 37 L/24-es ágyúval szereltek fel. Ez lett a 0. és az A változat (Ausführung A).
A harcjármű fejlesztésére kiadott pályázat követelményeiben szigorúan előírták, hogy a rohamlövegnek a lehető legalacsonyabbnak kell lennie, ezért a Daimler-Benz szakemberei végül a lövegtorony elhagyása mellett döntöttek. A torony helyére zárt küzdőteret szereltek, ami szerkezetileg egyszerűbbé tette a StuG III-at a kortárs harckocsikhoz képest. Számos olyan szerkezetet, mint például a toronyforgató mechanizmus, mely a harckocsiknál nélkülözhetetlen volt, a rohamlövegeknél nem volt szükség. A felépítmény sajátosságainak köszönhetően a rohamlövegeket jóval olcsóbb és gyorsabb volt gyártani. A StuG III G változatának előállítási költsége 82 500 birodalmi márka, a Panzer III harckocsi önköltsége viszont 96 000 RM volt. Ugyanakkor a Pz III harckocsi már a háború kezdetén elavult volt, és sikereit nagyrészt csak újszerű alkalmazásának köszönhette, míg a belőle kialakított StuG III rohamlöveg még a háború végén is hatékonyan bevethető fegyver maradt.
További előnyként említhető a páncélos 1,96 méteres magassága, így kis homlokfelülete miatt könnyen álcázható, kevésbé sebezhető harcjárműnek számított. A páncéltest kialakításából fakadóan azonban felmerültek bizonyos problémák is. Például a löveg oldalirányzása meglehetősen korlátozott volt. Ez akkor jelentett komoly gondot, amikor a rohamlöveg mozgásképtelenné vált, mert így védtelenné vált az ellenséges harckocsik oldalazó tüzével szemben.

## Főbb változatok

### A változat

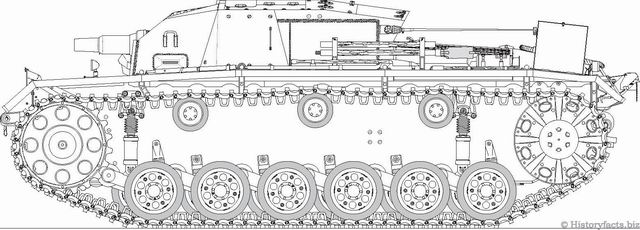
StuG III A változat

Az első sorozatgyártású járművek a Panzer III F alvázának és alkatrészeinek felhasználásával készültek. A lövegtorony eltávolítása után a harckocsi alvázához döntött páncéllemezekből épített, zárt küzdőteret szereltek. A 75mm StuK 37 L/24-es rövidcsövű ágyút a páncéltest középvonalától pár centiméterrel jobbra helyezték el. A Panzer III F harckocsi búvónyílásait eltávolították a 30 mm-es frontpáncélt pedig 50 mm-es vastagságúra cserélték. 1940 januárja és májusa között összesen 30 StuG III A változat gurult le az Alkett cég gyártósoráról.

### B változat
A B változatot (Ausführung B) az A-hoz hasonlóan egy L/24-es rövid csövű Sturmkanone 37 ágyúval, továbbfejlesztett hüvelygyújtással, valamint szinkronmechanikus erőátviteli rendszerrel szerelték fel, az eredeti A változat előváltó típusa helyett. Néhány B-t az új hatfogú láncmeghajtó kerékkel, valamint nyolcfogú láncfeszítő kerékkel látták el, a szélesebb lánctalpak miatt.
A StuG IIIA-t és B-t kis számban először az 1940-es nyugat-európai hadjáratban vetették be. 1940-ben az év végére 184 darabot gyártottak, majd 1941-ben még további 584-et. Összesen 320 darab B gördült ki a szerelőcsarnokokból 1940 júniusa és 1941 májusa között.

### C változat
A C változat (Ausführung C) az áttervezett hátsó láncfeszítő görgővel és módosított lánckerékkel került sorozatgyártásra. A löveg irányzékát a felépítmény tetejére helyezték át, mivel az megbontotta a felépítmény egységét és sebezhető pontnak bizonyult az ellenség páncéltörő fegyvereivel szemben. A jobb védelem elérése érdekében az irányzék számára kialakított vájatot páncélborítással fedték be.

### D változat
A D változat (Ausführung D) fejlettebb rádióberendezést kapott, de lényegében megegyezett a C változattal.

### E változat
Az E változat (Ausführung E) főként a páncélzat kialakításában tért el a korábbi típusokhoz képest. Felépítményét kiszélesítették, az oldalpáncélt pedig függőleges kivitelűre cserélték. A küzdőtér ezáltal tágasabbá vált, ami lehetőséget adott a lőszerkészlet bővítésére (az eredeti lőszer javadalmazást 6 db további lőszerrel lehetett kiegészíteni), valamint egy MG 34-es védőgéppuska hordozására. Az MG 34-es a küzdőtér jobb hátsó traktusában került elhelyezésére és a gyalogság elleni védelmet volt hivatott szolgálni.
A géppuskát csak úgy lehetett alkalmazni, ha a töltő kinyitotta a páncélos tetején található búvónyílást és itt próbált meg tüzelési pozícióba kerülni. Ez harctéri körülmények között nehézkes és veszélyes vállalkozásnak számított, mivel a géppuska kezelője védtelenné vált az ellenséges tűzzel szemben, valamint a sima felületű páncéllemezen nehéz volt a kétlábú állvány stabil rögzítése is. Ezért a harctéri használat során ezt az alegységek javítócsapatai különféle acél védőlemezekkel látták el.

### F változat
Az F és G változatokat a Sonderkraftfahrzeug-listában kiegészítő jelzéssel látták el, Sd.Kfz. 142/1 számon rendszeresítették.
A szovjet harckocsik új generációját képviselő T–34 és KV–1 típusokkal szemben az 1941-ben használt német harckocsiágyúk hatástalannak bizonyultak. A problémát csak tovább tetézte a német páncélosok hiánya is, mely a Barbarossa hadművelet során elszenvedett nagyarányú harckocsi-veszteségeknek és a megnőtt hadtápvonalaknak volt köszönhető. Ezeket a gondokat a német hadvezetés a meglévő páncélosállomány korszerűsítésével próbálta ellensúlyozni. A program keretében a Panzer III és IV harckocsikat, valamint a StuG III rohamlöveget is hatékonyabb páncéltörő ágyúval látták el. Így született meg az F változat, melyet a hatékony 7,5 cm L/43 űrmérethosszú páncéltörő ágyúval láttak el. Az új fegyverrel a StuG III 1000 m-es távolságból képes volt átlőni a 87 mm vastag, 30 fokban döntött hengerelt homogén acélpáncélzatot.
A változtatások egyben a rohamlöveg mint csapatnem feladatkörének módosulásához vezettek, hiszen eredetileg a gyalogság offenzív támogatására szolgáló harceszköznek szánták őket. Kezdetben ezért a 7,5 cm-es L/24-es ágyú volt a típus főfegyverzete, ami inkább a gyalogság támogatásánál volt hatásos. Ezzel ellentétben az L/43 űrmérethosszú változat a szovjet harckocsik megsemmisítése terén tett jó szolgálatot bár klasszikus rohamlöveg szerepben is lehetett alkalmazni. A háború előrehaladtával a rohamlövegeket egyre inkább a páncélvadászok és vadászpáncélosok szerepkörében használták.
Az F változatot a még erősebb StuK 40 L/48 űrmérethosszú löveggel felszerelt F/8 verzió követte. A StuK 40-es páncéltörő ágyú hatékony és pontos fegyvernek bizonyult. Hagyományos PzGr 39-es páncéltörő lőszerrel tüzelve, a lövedék röppályájának magassága maximum 2,5 méteres magasságban tért el az irányzóvonaltól, 1000 m-ről pedig 87 mm 30 fokban döntött hengerelt acélpáncélt is képes volt átlőni. Létezett még egy volfrám-karbidmagvas lőszerváltozat (PzGr 40), amely ugyanekkora távolságból 97 mm-es páncélzaton volt képes áthatolni, bár ebből a típusból csak korlátozott mennyiség jutott el a harcoló csapatokhoz, mivel a volfrámra a létfontosságú ipari szerszámgépek gyártásánál is szükség volt. Ezenfelül rendszerben volt még egy kumulatív páncéltörő lőszertípus, amely 1000 m-es lőtávolságig volt alkalmazható. A kumulatív páncéltörő lőszernek egyik legnagyobb előnye az volt, hogy páncéltörő képességét nem befolyásolta a lőtávolság, pontossága viszont korlátozott volt.

### G változat

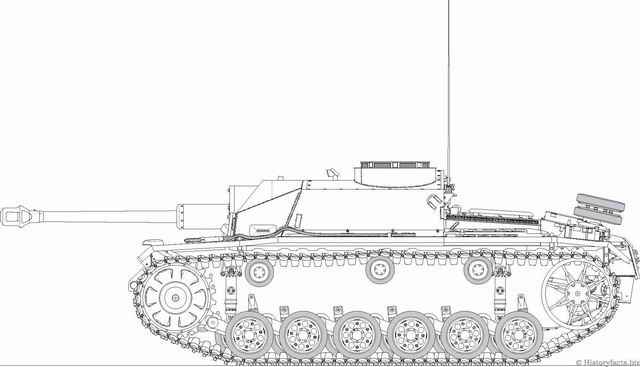
StuG III G változat

A StuG IIIG volt az utolsó és egyben legnagyobb darabszámban legyártott változat, amely 1942 decemberétől kezdve a háború végéig gyártásban maradt. A több mint 2 évig tartó termelési folyamat során összesen 7893 db páncélos gurult le az Alkett és a MIAG cégek gyártósorairól.
A G teste nem sokban különbözött az előző változatoktól, a módosítások inkább a felépítmény kialakításán voltak tetten érhetők. Utóbbit kiszélesítették, a felépítmény 30 mm-es oldalsó páncéllemezeit pedig 79 fokban megdöntötték, míg a küzdőtér hátsó falának dőlésszögét merőlegesre változtatták. A rohamlöveg tetejére új, 7 periszkópos parancsnoki kupolát építettek. Az 50 mm-es frontpáncélzat vastagságát pedig 30 mm-es lemezek felerősítésével 80 mm-esre növelték. A fegyverzet kiegészült egy darab 7,92 mm-es MG 34-es géppuskával, amit az immár gyárilag felszerelt fegyverállványra lehetett fogatni, melyet pajzspáncélok vettek körül.
Az újonnan rendszeresített védőpáncélzat azonban csak szemből nyújtott kielégítő védelmet, oldalról és hátulról a lövész továbbra is sebezhető maradt. A probléma végleges megoldását az 1944-ben bevezetésre kerülő – a Hetzer páncéloshoz is használt – távirányítású géppuskaállás jelentette, melyet a küzdőtér belsejéből lehetett vezérelni. A távirányítású rendszerből azonban csak korlátozott mennyiség állt rendelkezésre, így a StuG III-as változatainak egy része továbbra is pajzspáncéllal készült.
A gyártás folyamán további újításokat eszközöltek, úgymint a 80 mm öntött acél „Saukopf” (disznófej) lövegpajzs, ami nagyobb anyagvastagságának és kialakításának köszönhetően megbízhatóbb védelmet tett lehetővé a korábban alkalmazott 50 mm-es, szögletes kivitelű lövegpajzshoz képest. 1944 elejétől kezdve megjelent a párhuzamosított géppuska, 1944 tavaszán pedig a taktikai célokat szolgáló (NbK39) típusú ködgránátvető. 1943 közepétől a rohamlövegeket Schürtzennel (kötény-páncélzattal) szerelték fel, javítva ezzel az üreges töltetű lőszerek elleni védelmet. Az 1943 és 1944 szeptembere között a StuG III-as rohamlövegeket antimagnetikus zimmerit réteggel vonták be, amely meggátolta a mágneses páncélhárító aknák feltapadását.

### StuH 42

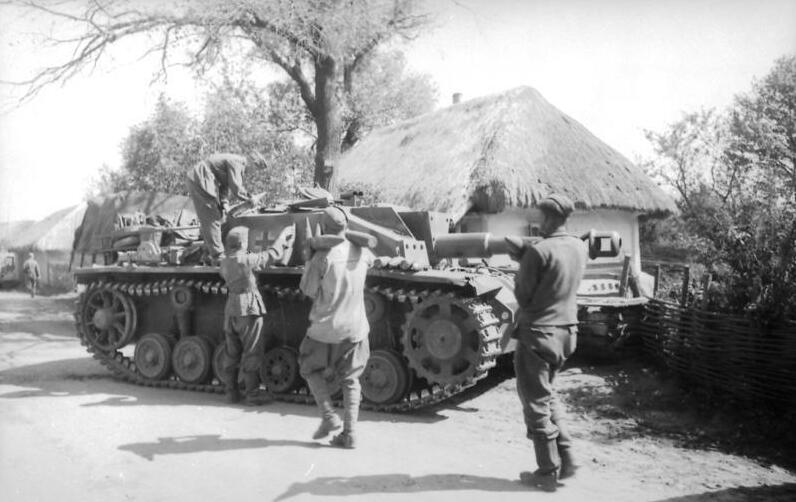
Német legénység lőszerrel málház fel egy StuH 42-es rohamlöveget

Mivel a rohamlövegeket páncéloselhárító feladatkörben kezdték el használni, ezért a gyorsan előremozgó gyalogság komolyabb tüzérségi támogatás nélkül maradt, továbbá a 7,5 cm-es ágyú teljesítménye repeszromboló gránáttal nem volt elegendő. A megoldást az 1943-tól gyártásra kerülő Sturmhaubitze 42 rohamtarack jelentette, amit a nagy rombolóerejű 10,5 cm-es L/28-as német tábori tarack csőszájfékkel és elektromos gyújtószerkezettel ellátott változatával szereltek fel. A 10,5 cm-es fegyverhez mindössze 36 darab, többségében repesz-romboló gránátot málházhattak.
Hasonlóan a korábbi StuG III-asokhoz, a StuH 42 sem rendelkezett gyárilag felszerelt védőgéppuskával, mivel a 10,5 cm-es tarack beépítésének köszönhetően már nem maradt elég szabad hely a másodlagos fegyverzet elhelyezésére az amúgy is szűkös küzdőtérben, feladatköréből adódóan egyébként sem volt elsővonalbeli harcjármű. A támogatófegyverzet hiányát a rohamtarackokkal együtt mozgó gyalogság tűztámogatása pótolta (Amennyiben a helyzet ezt lehetővé tette. Harctéri körülmények között előfordulhatott, hogy a kísérő gyalogságot leválasztják, vagy lemarad esetleg megfutamodik).
A típus sorozatgyártása 1942 végén vette kezdetét. A rendelkezésre álló gyártókapacitás mintegy 10%-át különítették el a StuH 42 előállítására. 1943 és 1944 folyamán összesen 1117 db StuH 42 rohamtarackot gyártottak le. StuH-t Sd.Kfz. 142/2 számon rendszeresítették.

### Sturminfanteriegeschütz 33 B

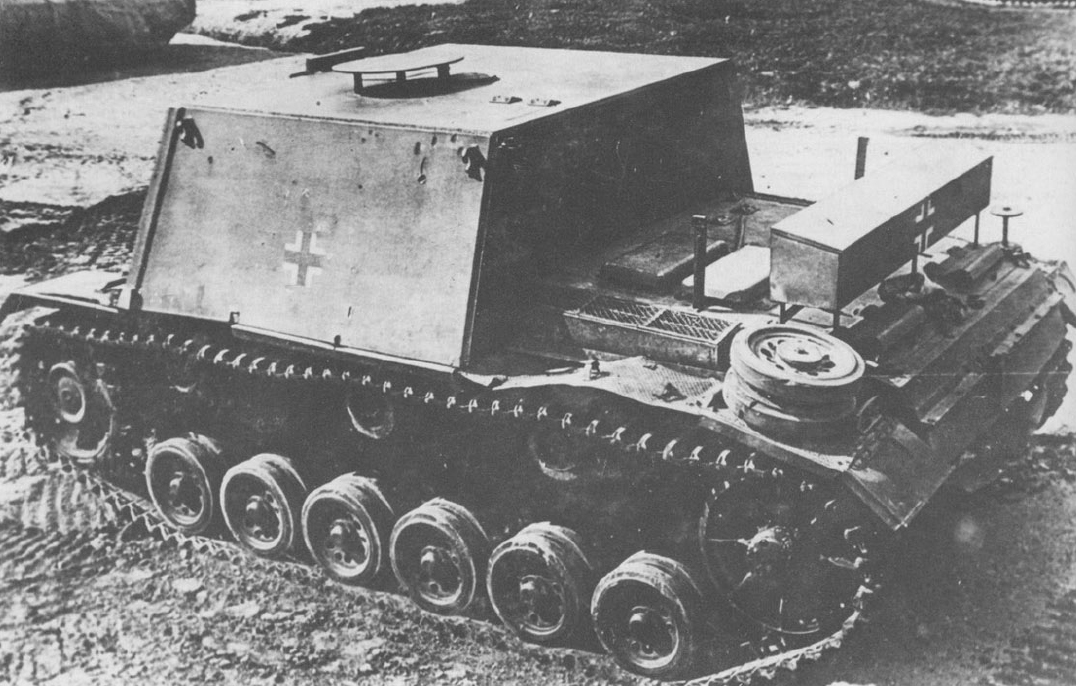
StuIG 33B önjáró tüzérségi tarack Sztálingrádban

Az önjáró tüzérségi igényeknek megfelelően 24 darab StuG III-ast 15 cm-es tábori tarackkal és nagyobb méretű felépítménnyel láttak el, ezek közül 12 páncélost a sztálingrádi csata városi harcaiban vetettek be. A hadművelet során a StuIG 33B nehéz rohamlövegeket főként a nagyobb városi épületek és erődítmények semlegesítésére használták.

## Szovjet változatok

### SZU–76i

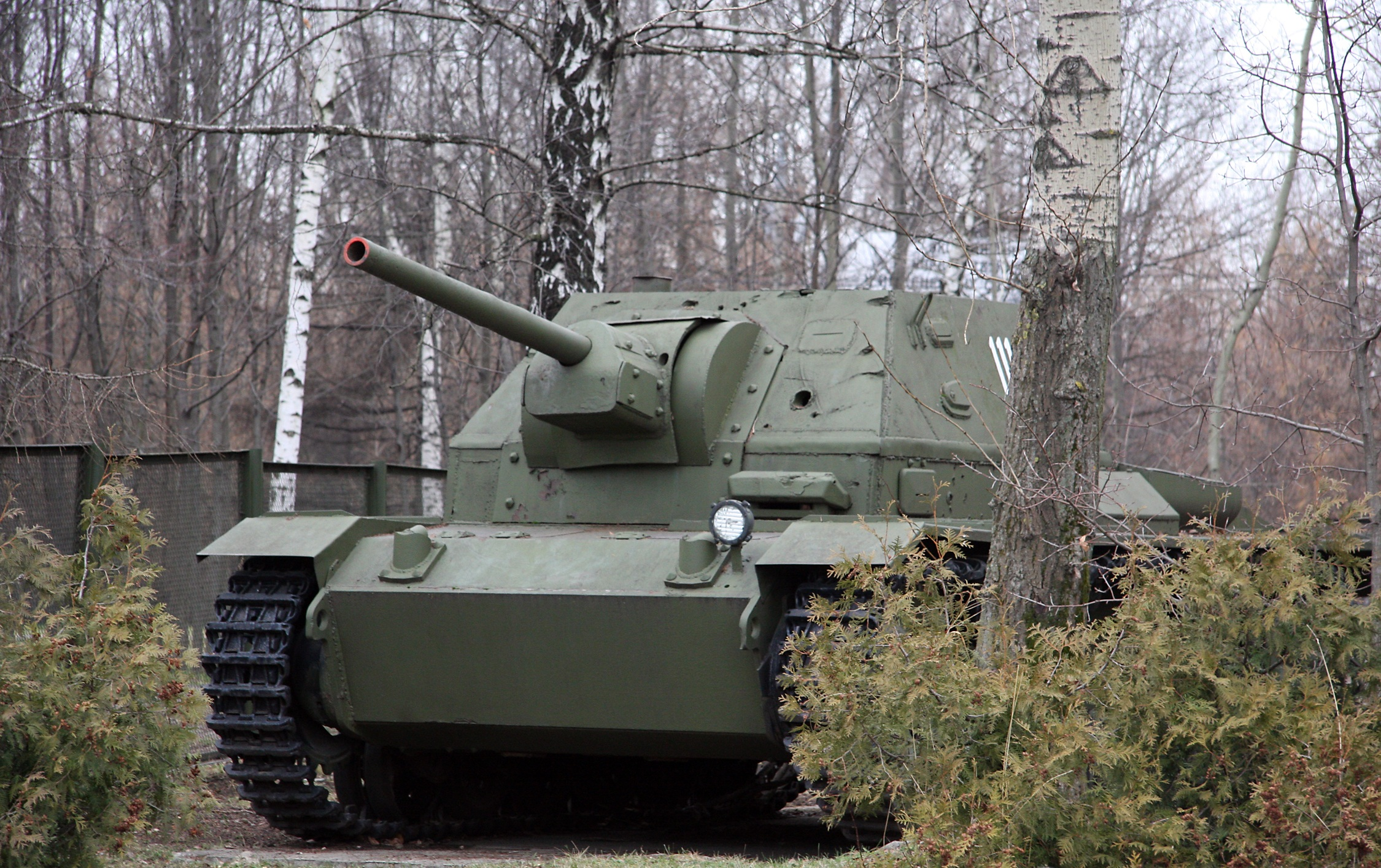
SZU-76i kiállítva a Nagy Honvédő Háború Központi Múzeumában

A szovjet Vörös Hadsereg körülbelül 200 zsákmányolt Panzer III harckocsi alvázát használta fel páncéltörő lövegek hordozására. Az átalakításokat a sztálingrádi 37-es számú gyárban végezték el. A harckocsik lövegtornyát eltávolították, az alvázhoz pedig a német StuG III-tól eltérő küzdőteret terveztek. Az így létrehozott harcjárművet a T–34/76 harckocsiknál is jól bevált 76,2 mm-es páncéltörő ágyúval szerelték fel. A felépítmény páncélvédettsége 20 és 30 mm között változott, míg a törzs páncélozása megegyezett a Panzer III harckocsi paramétereivel. A szovjet változat tömege 22 000 kg volt, országúti sebessége pedig elérte az 50 km/h-t.
Néhány változatot a Wehrmachtnak sikerült visszaszereznie, ezeket német álcafestéssel és felségjelzésekkel látták el. Összesen két példány vészelte át a második világháború páncélos ütközeteit.

### SZG–122A
Az SZG–122A kialakítása hasonlított a SZU–76i változathoz. A főbb különbséget a 122 mm-es M–30-as tábori tarack jelentette, amelyhez módosítani kellett a felépítményt. A háború végéig mindössze 8-12 db SZG–122A készült el.

## Harci alkalmazás

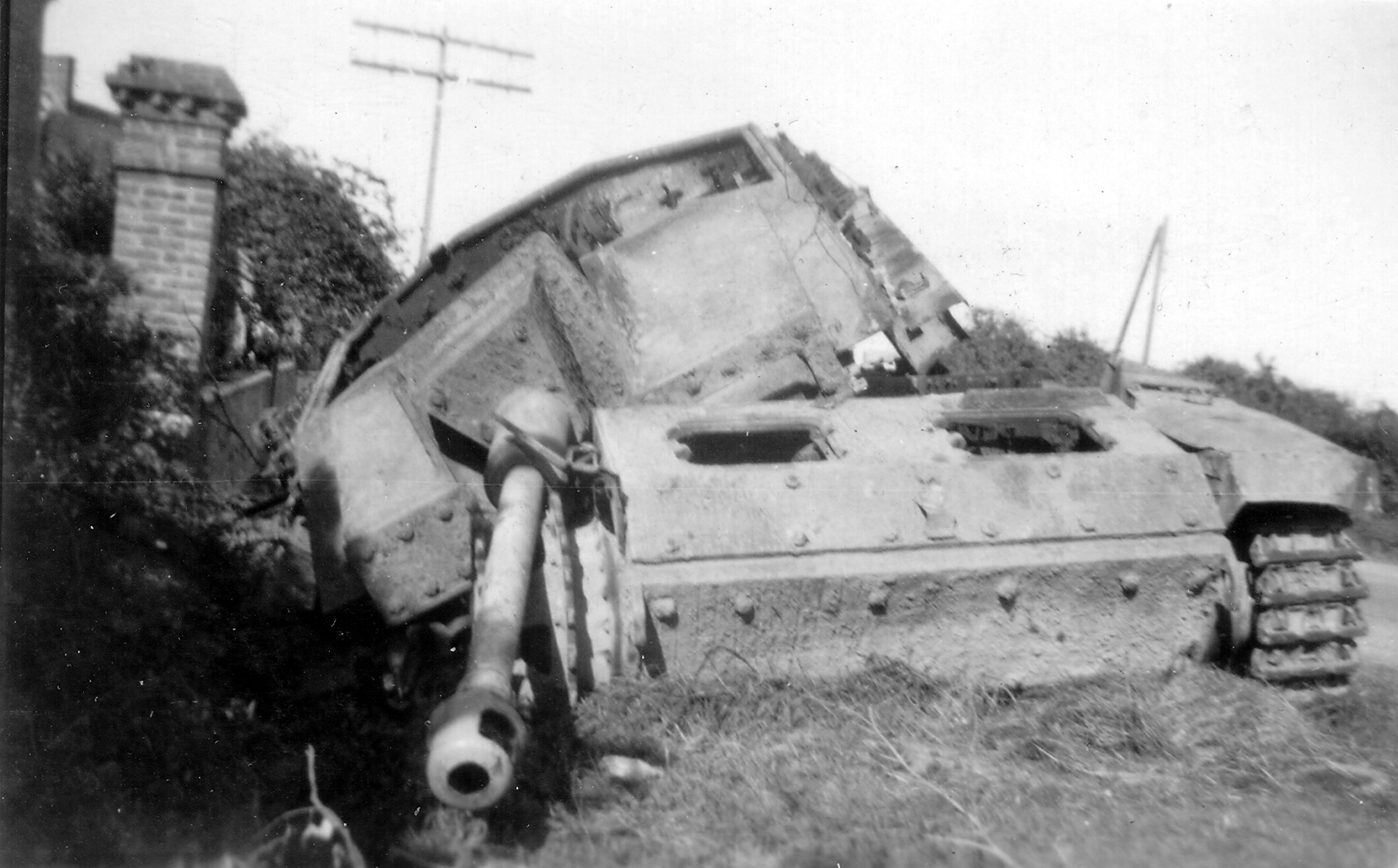
Megsemmisített StuG III-as rohamlöveg Normandiában

1943 közepére 28 önálló, 4 hadosztályközvetlen StuG III-alakulat, továbbá két rádiósszázad és 12 StuG III-szakasz[forrás?] jött létre, melyek készen álltak a júliusi kurszki offenzívára. Később a StuG III-akat szétosztották a páncélos és a páncéltörő alegységek között.

## Összegzés
A StuG III megbízható és sokoldalú harcjárműnek bizonyult, az egész második világháború alatt szolgálatban maradt. A Sturmgeschütz rohamlövegek kései változatai már inkább páncélhárító szerepkört láttak el. Mivel a rohamlöveg gyártási költsége alacsony volt, továbbá a kiselejtezett vagy kilőtt Panzer III alvázak ezrével álltak a németek rendelkezésére, ezért a páncéloshiányt ezzel a típussal próbálták meg pótolni. Ez a harcjármű leginkább mozgékonyságának köszönhette hírnevét, hiszen az alacsony felépítmény és a kis tömeg könnyű irányíthatóságot eredményezett.

## Alkalmazók
- Harmadik Birodalom
- Román Királyság
- Bolgár Királyság
- Magyar Királyság
- Finnország
- Spanyolország
- Szíria
- Szovjetunió

## Galéria

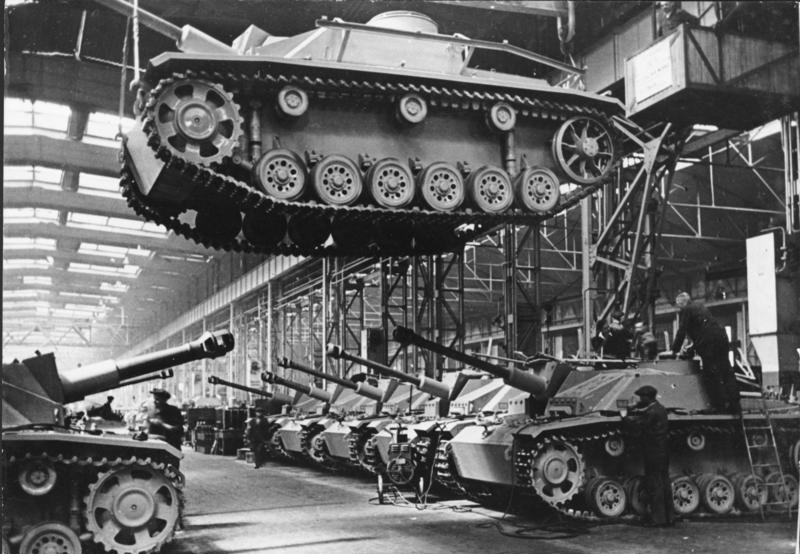
StuG III egy németországi szerelőcsarnokban. A páncélos oldalán fémkeret látható, ehhez rögzítették a (Schürzen) köténypáncélt, amely az üreges töltetű páncéltörő lövedékek ellen nyújtott védelmet
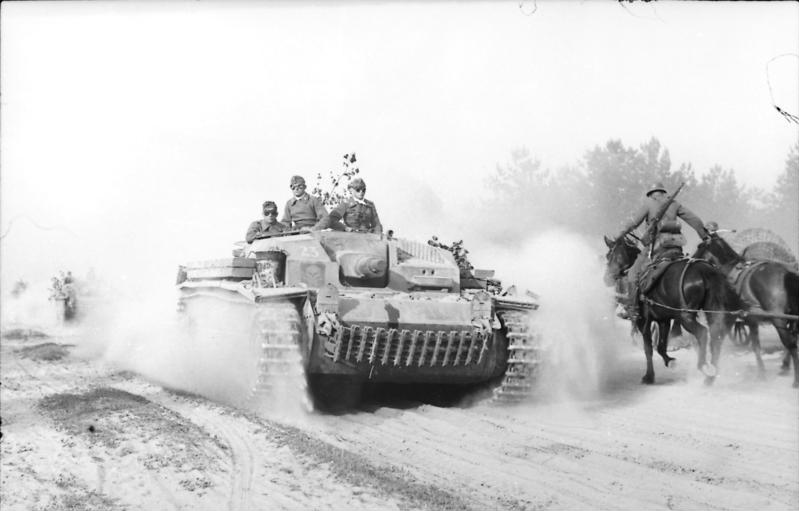
StuG III-as rohamlöveg a keleti fronton, 1941 június. A képen látható páncélos a Waffen SS Totenkopf hadosztálynak jelzését viseli. A hadsereg a háború elején még ellenezte a Waffen SS harckocsikkal történő ellátását, ezért az SS páncélos alakulatok gerincét - kezdetben - a StuG III-as rohamlövegek alkották
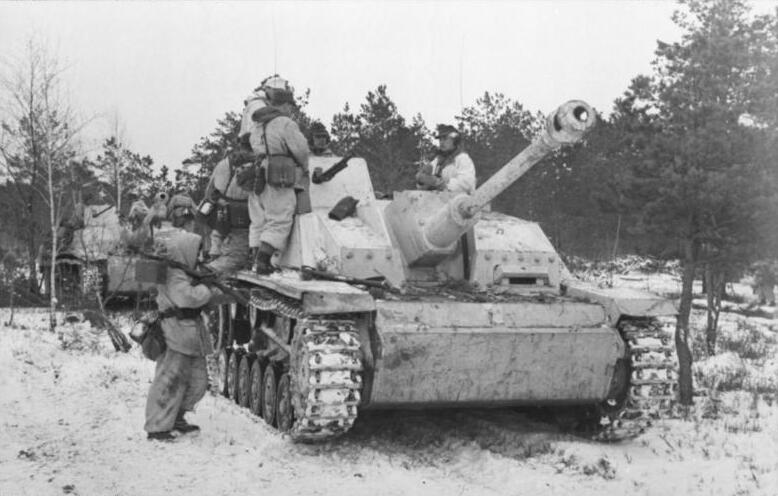
Hosszúcsövű StuG III G a keleti fronton. A rohamlövegek komoly szerephez jutottak az 1943-as harkovi ütközetben és hozzájárultak a németek harcászati sikeréhez
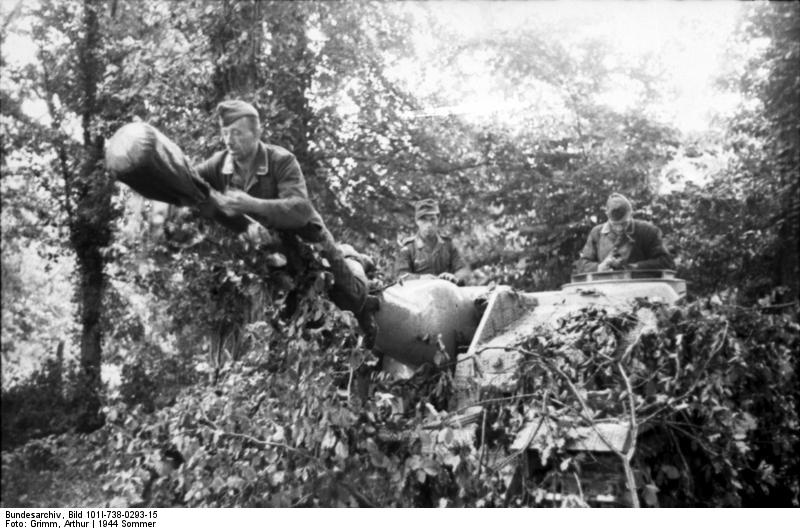
Sturmgeschütz III-as valahol Normandiában, 1944. június 21. Az alacsony építésű rohamlövegeket könnyű volt álcázni, ami nagy mértékben tette őket alkalmassá a védekező harcra
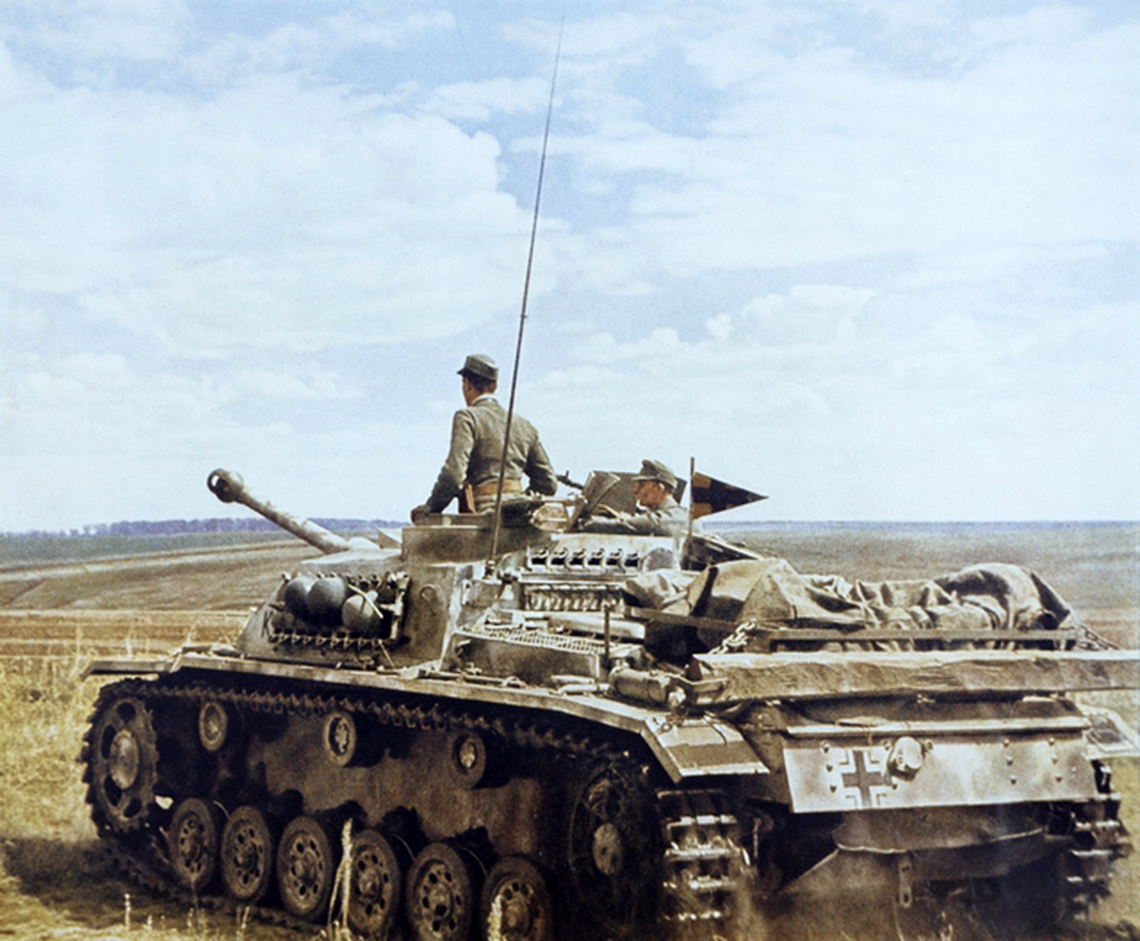
StuG III menet közben
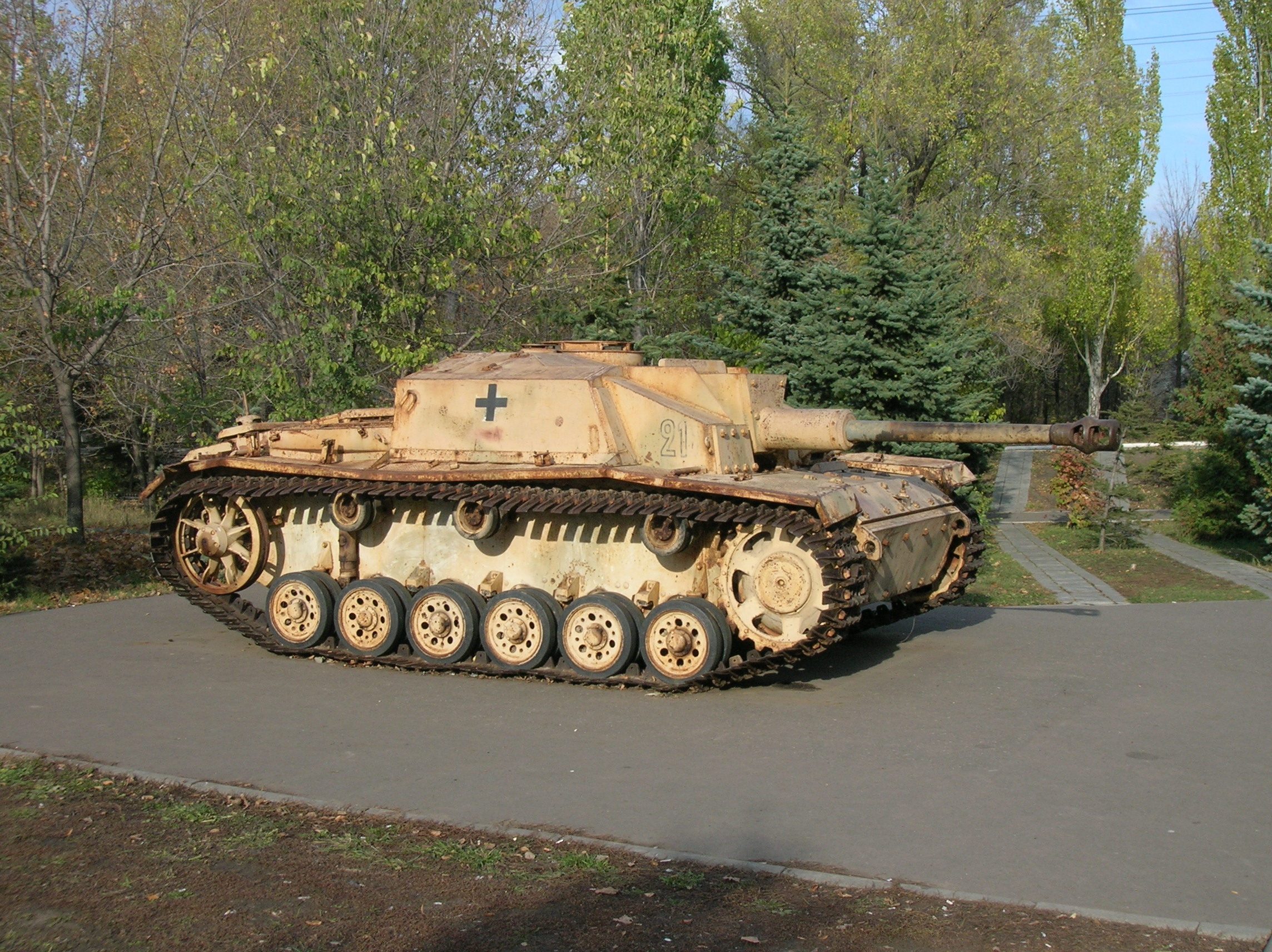
StuG III G Oroszországban. Jól megfigyelhető a felépítmény elejéhez rögzített kiegészítő páncélzat és a téli hadviseléshez használt széles lánctalp (Ostkette)
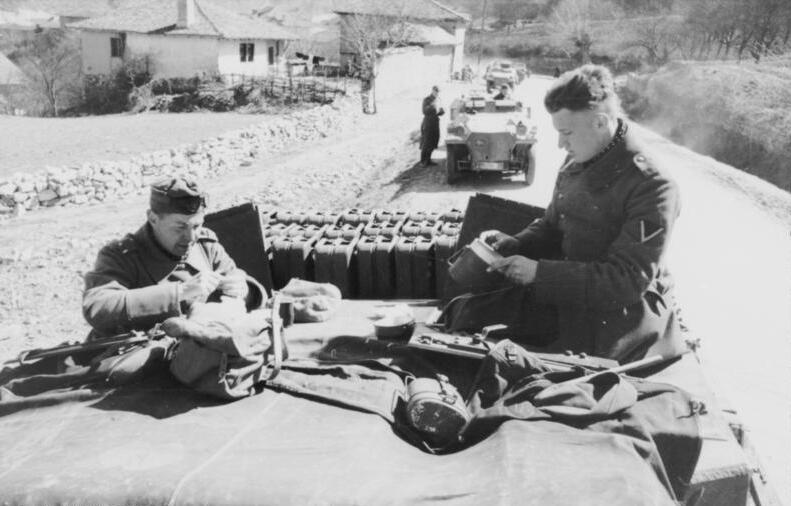
Német katonák ebédjüket fogyasztják egy StuG III-as rohamlöveg tetején. A kép az 1941-es német balkáni offenzíva idején készült
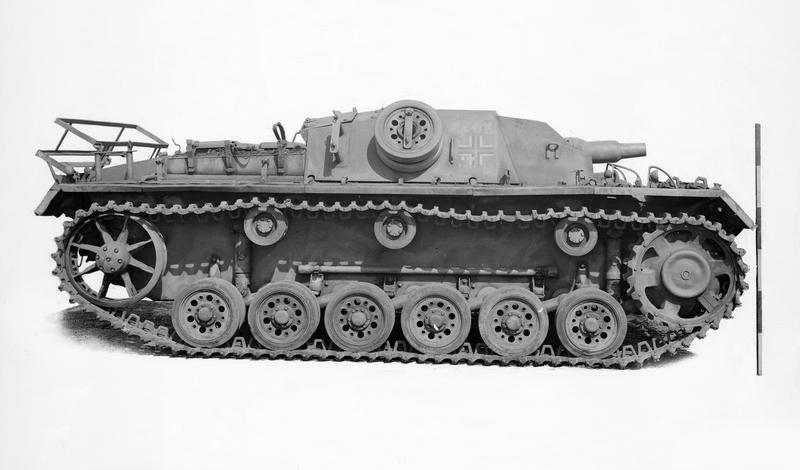
StuG III E a moszkvai győzelem parkban

## Külső hivatkozások
- panzerkeil.dre
- SZTE Egyetemi könyvtár hadtörténeti gyüjteménye
- Német rohamlovegek[halott link]
- A Stug rohamlövegek elfeledett tipusai